# Filip Ugran
Filip-Ioan Ugran (Târgu Mureș, Rumania; 12 de septiembre de 2002) es un piloto de automovilismo rumano. Actualmente compite en el Campeonato Mundial de Resistencia de la FIA con Prema Racing en la categoría LMP2.

## Carrera

### Inicios
Ugran hizo su debut en el karting en 2016, donde permaneció activo hasta 2018. El rumano participó en campeonatos como la WSK Super Master Series, WSK Final Cup y CIK-FIA International Super Cup. También corrió en la edición 2016 del Karting Academy Trophy, donde terminó en el puesto 38.

### Fórmula 3

#### 2021
Para la temporada 2021, Ugran permaneció con Jenzer Motorsport pero avanzó al Campeonato de Fórmula 3 de la FIA, donde se asoció con Calan Williams.

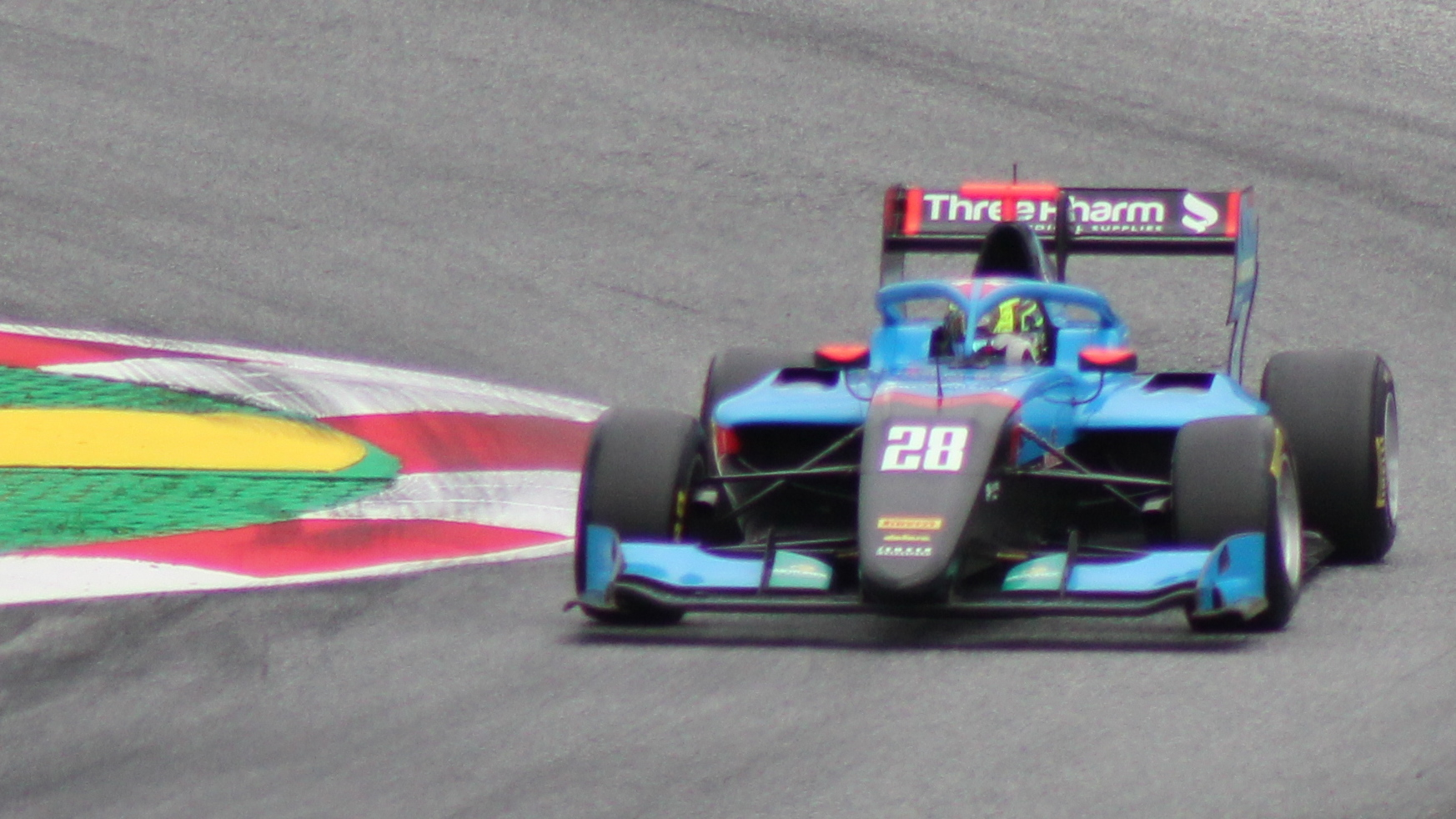
Ugran en el Red Bull Ring, 2021.

En la primera ronda en Barcelona, el rumano se encontró luchando por posiciones en la mitad inferior del campo, y los problemas con la gestión de los neumáticos en Francia, así como los problemas con los límites de la pista en Spielberg, dejaron al rumano en la parte inferior de la clasificación después del primer tercio de la temporada. con el mejor resultado de carrera del puesto 21.
Ugran logró lograr un mejor resultado en ese momento del 19 en la carrera dos en Hungaroring y Spa-Francorchamps, lo que permitió al rumano salir de la parte inferior de la tabla.
En la penúltima ronda en Zandvoort, Ugran se clasificó en el puesto 21, el mejor de la temporada, y terminó en el puesto 15 en la primera carrera, mejorando su mejor posición final anterior en cuatro lugares.
En la segunda carrera, Ugran logró terminar en el puesto 12 en la bandera a cuadros, pero fue degradado al puesto 24 después de que los comisarios de la carrera lo declararan culpable de una colisión con Jonny Edgar. El rumano no sumó puntos en el último fin de semana en Sochi.
Ugran terminó 31º en la clasificación de pilotos, el segundo más bajo de todos los de tiempo completo.

#### 2022

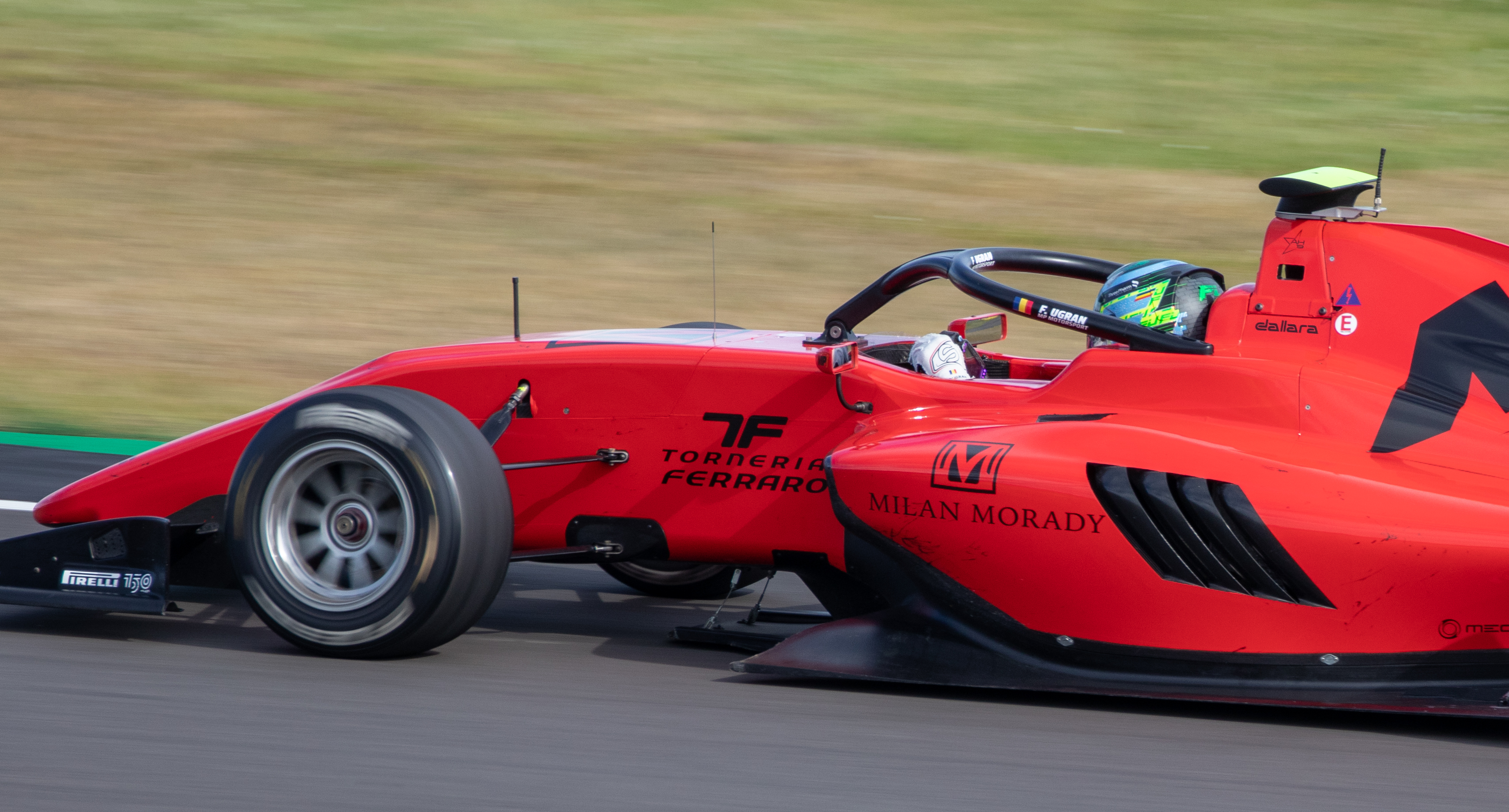
Ugran en el Circuito de Silverstone, 2022.

Ugran condujo para Jenzer Motorsport, Charouz Racing System y Van Amersfoort Racing durante las pruebas de postemporada de 2021. Sin embargo, no fue seleccionado para ningún equipo y abandonó la serie.
Ugran regresó a la Fórmula 3 para la ronda del campeonato de Silverstone, reemplazando a Aleksandr Smoliar, quien no pudo competir en el Reino Unido debido a problemas con Visa. Terminó sus carreras 23 y 18, antes de devolverle su asiento a Smoliar para la ronda de Spielberg. Ugran terminó el año en el puesto 36 de la clasificación.

### Eurofórmula Open
Ugran pasó a la Eurofórmula Open de 2022, firmando por Van Amersfoort Racing. Ugran logró un podio durante la temporada, donde quedó tercero en la ronda de Paul Ricard. Sin embargo, después de cuatro rondas en la temporada, Van Amersfoort Racing dejó Eurofórmula Open con efecto inmediato, dejando a Ugran sin asiento. Esto lo dejó para terminar noveno en la clasificación.

### Prototipos

#### 2022
Después de quedarse sin asiento en la Eurofórmula Open, se unió a la European Le Mans Series de 2022 con Algarve Pro Racing junto a Bent Viscaal para las dos rondas restantes de la campaña. Ugran terminó ambas rondas en octavo y quinto lugar.

#### 2023
La temporada 2023 de Ugran sería en el Campeonato Mundial de Resistencia de la FIA con Prema Racing en la categoría LMP2, conduciendo junto a Bent Viscaal y Andrea Caldarelli. La temporada comenzó sin muchas promesas en las 1000 Millas de Sebring, donde el contacto temprano los dejó octavos en la bandera a cuadros. La segunda ronda en Portimão fue mejor, ya que Ugran contribuyó a la recuperación del quinto lugar.

## Resumen de carrera
| Temporada | Categoría                                          | Equipo                | Carreras | Victorias | Poles | VR | Podios | Puntos | Pos. |
| --------- | -------------------------------------------------- | --------------------- | -------- | --------- | ----- | -- | ------ | ------ | ---- |
| 2019      | Campeonato de Italia de Fórmula 4                  | BVM Racing            | 21       | 0         | 0     | 0  | 0      | 1      | 26.º |
| 2019      | ADAC Fórmula 4                                     | BVM Racing            | 2        | 0         | 0     | 0  | 0      | 0      | NC†  |
| 2019      | Campeonato de España de F4                         | Jenzer Motorsport     | 3        | 0         | 0     | 0  | 3      | 0      | NC†  |
| 2020      | Campeonato de Italia de Fórmula 4                  | Jenzer Motorsport     | 17       | 1         | 0     | 2  | 5      | 133    | 8.º  |
| 2020      | Campeonato de España de F4                         | Jenzer Motorsport     | 3        | 2         | 2     | 1  | 3      | 55     | 10.º |
| 2021      | Campeonato de Fórmula 3 de la FIA                  | Jenzer Motorsport     | 20       | 0         | 0     | 0  | 0      | 0      | 31.º |
| 2022      | Eurofórmula Open                                   | Van Amersfoort Racing | 11       | 0         | 0     | 1  | 1      | 92     | 9.º  |
| 2022      | Campeonato de Fórmula 3 de la FIA                  | MP Motorsport         | 2        | 0         | 0     | 0  | 0      | 0      | 36.º |
| 2022      | European Le Mans Series - LMP2                     | Algarve Pro Racing    | 2        | 0         | 0     | 0  | 0      | 14     | 17.º |
| 2023      | Campeonato Mundial de Resistencia de la FIA - LMP2 | Prema Racing          | 7        | 0         | 0     | 0  | 0      | 57     | 10.º |
| 2024      | European Le Mans Series - LMP2                     | United Autosports     | 6        | 0         | 1     | 1  | 1      | 29     | 10.º |
| 2024      | Porsche Sprint Challenge Southern Europe - Pro     | Ombra Racing          | 4        | 0         | 0     | 0  | 0      | 27     | 17.º |
| Fuente:   |                                                    |                       |          |           |       |    |        |        |      |

## Resultados

### Campeonato de Fórmula 3 de la FIA
(Clave) (negrita indica pole position) (cursiva indica vuelta rápida puntuable)

| Año  | Escudería         | 1   | 1   | 1   | 2   | 2   | 2   | 3   | 3   | 3   | 4   | 4   | 4   | 5   | 5   | 5   | 6   | 6   | 6   | 7   | 7   | 7   | Pos. | Puntos | Ref.   |
| ---- | ----------------- | --- | --- | --- | --- | --- | --- | --- | --- | --- | --- | --- | --- | --- | --- | --- | --- | --- | --- | --- | --- | --- | ---- | ------ | ------ |
| 2021 | Jenzer Motorsport | BAR | BAR | BAR | LEC | LEC | LEC | SPI | SPI | SPI | BUD | BUD | BUD | SPA | SPA | SPA | ZAN | ZAN | ZAN | SOC | SOC | SOC | 31.º | 0      | [ 24 ] |
| 2021 | Jenzer Motorsport | 25  | 21  | 27  | 23  | 28  | 26  | 24  | 22  | 23  | 25  | 19  | 22  | 28† | 19  | 25  | 15  | 24  | 19  | 25  | C   | 19  | 31.º | 0      | [ 24 ] |

| Año  | Escudería     | 1   | 1   | 2   | 2   | 3   | 3   | 4   | 4   | 5   | 5   | 6   | 6   | 7   | 7   | 8   | 8   | 9   | 9   | Pos. | Puntos | Ref.   |
| ---- | ------------- | --- | --- | --- | --- | --- | --- | --- | --- | --- | --- | --- | --- | --- | --- | --- | --- | --- | --- | ---- | ------ | ------ |
| 2022 | MP Motorsport | SAK | SAK | IMO | IMO | BAR | BAR | SIL | SIL | SPI | SPI | BUD | BUD | SPA | SPA | ZAN | ZAN | MNZ | MNZ | 36.º | 0      | [ 25 ] |
| 2022 | MP Motorsport |     |     |     |     |     |     | 23  | 18  |     |     |     |     |     |     |     |     |     |     | 36.º | 0      | [ 25 ] |

### Eurofórmula Open
(Clave) (negrita indica pole position) (cursiva indica vuelta rápida puntuable)

| Año  | Escudería             | 1   | 1   | 1   | 2   | 2   | 3   | 3   | 3   | 4   | 4   | 4   | 5   | 5   | 5   | 6   | 6   | 6   | 7   | 7   | 7   | 8   | 8   | 8   | 9   | 9   | 9   | Pos. | Puntos |
| ---- | --------------------- | --- | --- | --- | --- | --- | --- | --- | --- | --- | --- | --- | --- | --- | --- | --- | --- | --- | --- | --- | --- | --- | --- | --- | --- | --- | --- | ---- | ------ |
| 2022 | Van Amersfoort Racing | EST | EST | EST | PAU | PAU | LEC | LEC | LEC | SPA | SPA | SPA | HUN | HUN | HUN | IMO | IMO | IMO | SPI | SPI | SPI | MNZ | MNZ | MNZ | BAR | BAR | BAR | 9.º  | 92     |
| 2022 | Van Amersfoort Racing | Ret | 7*  | 7   | 5   | 4   | 3   | 5   | 6   | 8   | 8   | 5   |     |     |     |     |     |     |     |     |     |     |     |     |     |     |     | 9.º  | 92     |